# Mgła adwekcyjna

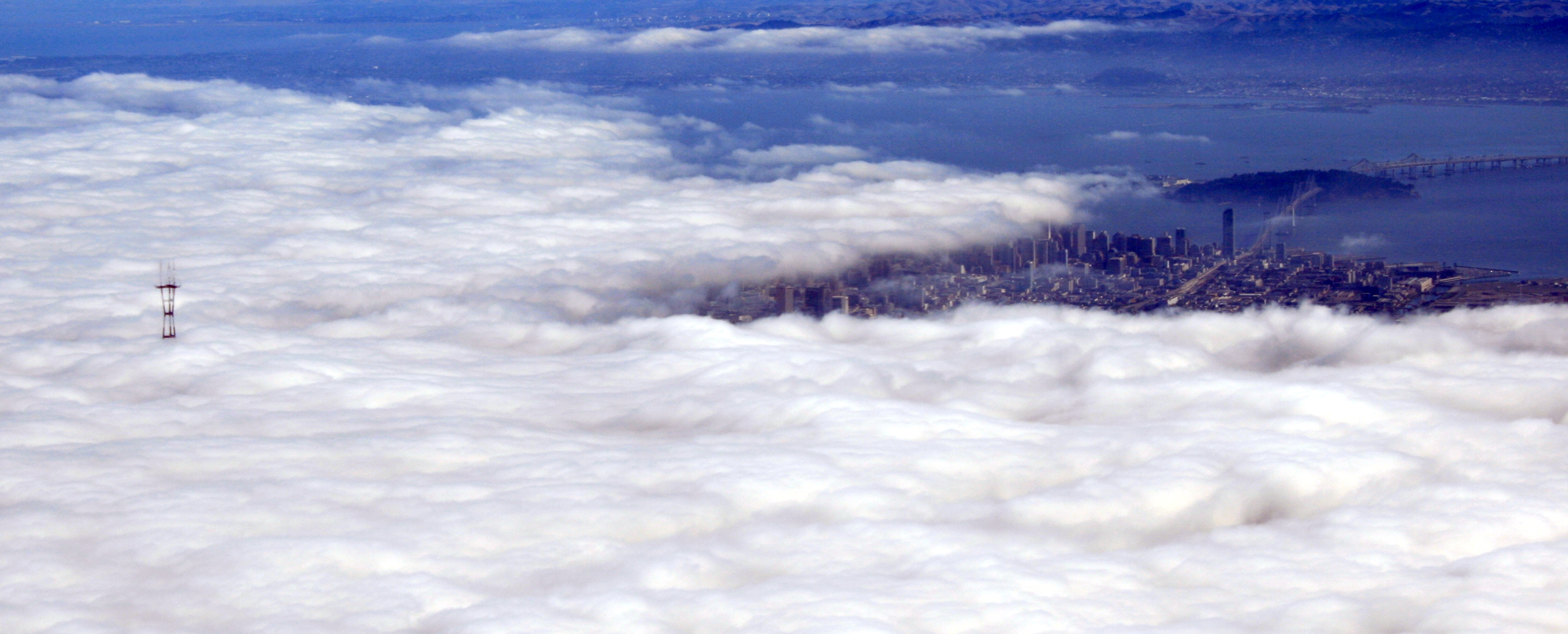
Mgła nad San Francisco

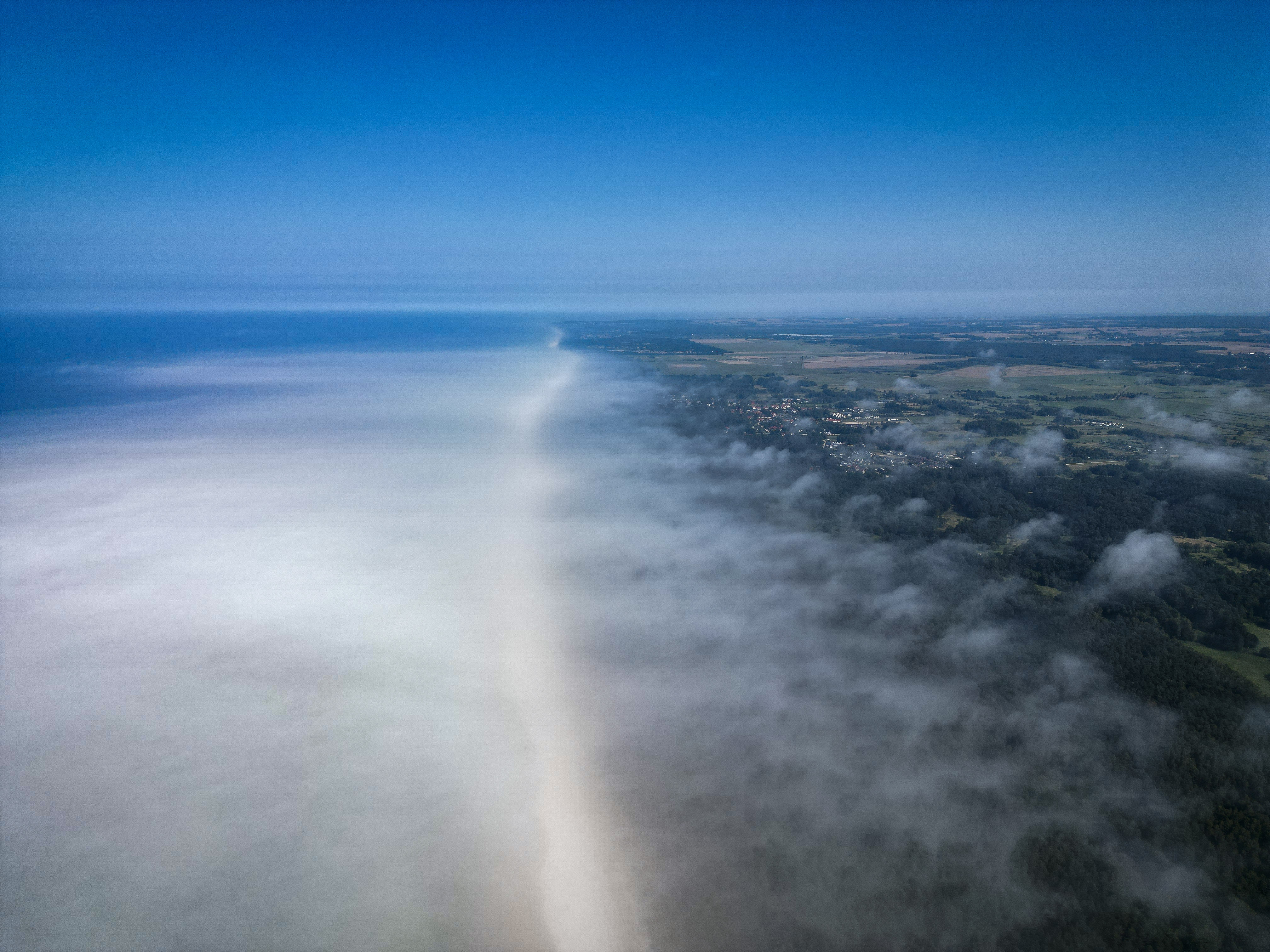
Mgła adwekcyjna nad plażą w Dębkach

Mgła adwekcyjna, napływowa – mgła, która powstaje w wyniku napływu (adwekcji) powietrza.

## Geneza
Ten typ mgły powstaje przy napływie wilgotnej i stosunkowo ciepłej masy powietrza nad chłodniejsze podłoże. Powietrze poprzez kontakt z podłożem stopniowo oziębia się, osiągając temperaturę punktu rosy, co rozpoczyna tworzenie się mgły.

## Obszar występowania
W lecie tego typu mgła występuje często na morzu, gdy tropikalne masy powietrza napotykają zimniejsze wody z wyższych szerokości geograficznych, w zimie stosunkowo często w strefie wybrzeży morskich, gdy nad wychłodzone podłoże napływa ciepłe morskie powietrze.
Wysokość mgieł adwekcyjnych może przekraczać 500 m. W odróżnieniu od mgły z wypromieniowania, mgle adwekcyjnej towarzyszy przeważnie dość znaczny wiatr. Na danym obszarze mogą utrzymywać się przez całą dobę, a nawet kilka dni z rzędu.
Mgły adwekcyjne zanikają gdy masa powietrza ulegnie wymianie.